# Дівички
Дівички́ — село в Україні, у Бориспільському районі Київської області. Населення становить 2091 осіб. Адміністративний центр Дівичківської сільської громади.

## Географія
Село розташоване на лівому березі Дніпра, за 40 км від районного центру та за 70 км від Києва на берегах річки Карань. За 3 км від села проходить автомагістраль Київ — Дніпро.

## Історія
Поблизу села знайдено рештки поселень доби неоліту (V — III тисячоліття до н. е.), міді-бронзи (ІІІ — початку І тисячоліття до н. е.), кургани скіфських часів (VI — III ст. до н. е.), а також ранньослов'янської черняхівської культури.
За легендами та переказами, назва села походить від назви лісу, у якому знаходився жіночий монастир. Первинна назва місцевості — Дівич Лісок вперше згадується у «Тарифі подимного податку Київського воєводства 1631 року».
Село Дівички (Deniszkÿ) позначене на одній з ранніх мап авторства Гійома Левассера де Боплана, укладеній орієнтовно 1635 року, що зберігається в Державному архіві Швеції.
Від 4 липня 1662 року згадка про Якима Головченка (черкаський полковник в 1668—1669) який «товариш знатний переяславський — продав фільваркові ґрунти в с. Дівичках».
За козаччини село належало до першої Переяславської сотні Переяславського полку Війська Запорозького.
З 1751 року діє Крестовоздвиженська церква
За описом Київського намісництва 1781 року село відносилось до Переяславського повіту даного намісництва і у ньому нараховувалось 93 хати. За описом 1787 року у селі проживало 303 душі. Було у володінні різного роду «казених людей», козаків і власників — статського радника Івана Вишневського, надвірного радника Яківа Іскри і бунчукового товариша Василя Добронизського жінки Наталії.
З ліквідацією Київського намісництва село, як і увесь Переяславський повіт, перейшло до складу Полтавської губернії.
В 1876 році в Дівичках разом із Старосіллям (присілок) було 98 дворів, з них в Старосіллі було 20 дворів. Всього населення було 802 особи.
У 1880 році село увійшло у новостворену Ковалинську волость Переяславського повіту, що пізніше буде переназвана у Єрковецьку волость (у зв'язку з переміщенням волосного правління до Єрківців).
Після Української революції, та початком радянсько-української війни Дівички разом з Єрківцями чинили помітний опір підрозділам Червоної армії у своєму повіті. Красномовною є телеграма від 1 квітня 1920 року Переяславського Повітревкому Полтавському губревкому і губчека «про надання домоги у ліквідації банди, що напала на місто» (маючи на увазі Переяслав). Як пізніше і бійців УПА, місцевих повстанців червоні командири іменують не інакше як «банда».
| | У Переяславському повіті повне збройне повстання у районі сіл Дівички та Єрківці. Сьогодні нами був висланий з'єднаний загін у кількості 150 чоловік, котрий після запеклого чотирьохгодинного бою був вимушений під сильним напором добре озброєних бандитів відступити у напрямку Переяслава, причому маються втрати вбитими та пораненими. Банди у кількості п'ятсот чоловік продовжують наступати на місто. Наші сили разом з полтавським загоном від губчека не в змозі затримати наступаючі банди, так як загін погано озброєний і майже немає патронів. Тому просимо у самому терміновому порядку вислати достатньо озброєну силу і по можливості артилерію, ми постараємось ще скільки-небудь місто втримати, якщо ж скоро не буде дана допомога, то місто займуть бандити. Прийміть всі залежні від вас міри про своєчасне надання допомоги. Про час виїзду загону негайно телеграфуйте. Оригінальний текст (рос.) В Переяславском уезде полное вооруженное восстание в районе сел Девички и Ерковцы. Сегодня нами был выслан соединенный отряд в количестве 150 человек, который после упорного четырехчасового боя был вынужден под сильным напором хорошо вооруженных бандитов отступить по направлению Переяслава, причем имеются потери убитыми и ранеными. Банды в количестве пятсот человек продолжают наступать на город. Наши силы вместе с полтавским отрядом от губчека не в состоянии задержать наступающие банды, так как отряд плохо вооружен и почти нет патронов. Посему просим в самом срочном порядке выслать достаточную вооруженную силу и по возможности артилерию, мы постараемся еще сколько-нибудь город удержать, если же скоро не будет дана помощь, то город займут бандиты. Примите все зависящие от вас меры о своевременной подаче помощи. О времени выезда отряда немедлено телеграфируйте. |
| — Переяславский уездвоенком ВЛАСОВ Председатель ревкома НАБЕРЕЖНЫЙ Член коллегии губчека НОВОЖЕНОВ | |

За Радянської влади восени 1922 року в Дівичках почалися перші спроби колективізації. Створено артіль «Червоний прапор» та «Перемога» (вела господарство за статусом артілі).
Весною 1930 року село було колективізоване. В 1932 році на основі попередніх діючих господарств був створений колгосп ім. Воровського. На той час в селі було 386 дворів, де проживало 1560 мешканців, яких тодішня держава завдяки штучному масовому голоду намагалась залучати до колгоспів. Загальна кількість убитих голодом — близько 200 чоловік, з них встановлено поіменно 173 . Місце поховання жертв Голодомору — сільське кладовище (там у 2000 році з ініціативи мешканців села встановлено дерев'яний хрест в пам'ять про загиблих від Голодомору 1932—1933 років).

Братська могила воїнів РСЧА, які загинули в роки Другої світової війни, біля будинку культури с. Дівички. Жовтень 2014 р.

У вересні 1941 року село зайняли німецькі війська.
З 1943 року поблизу села почали діяти партизани, і вже 19 вересня того ж року село було знову окуповане підрозділами РСЧА.
Село створено злиттям після 1945 року Дівичок і Старосілля
У перші повоєнні роки зруйноване війною село і господарство відновлювали місцеві жінки, діти та інваліди. Не було машин, земля оброблювалась коровами.
Поступово життя налагодилось і у 1960-х роках в селі вже діяли восьмирічна школа, медпункт, пологовий будинок, дитячі ясла, клуб, дві бібліотеки: одна при школі, інша — в клубі.
У період ескалації Холодної війни неподалік села було створено військову частину та військовий полігон на 515 га землі. Нині у цьому ж військовому містечку розташована 43-тя окрема артилерійська бригада Збройних сил України, що брала участь у війні на Сході України.
9 листопада 2017 року Дівички стали адміністративним центром Дівичківської сільської об'єднаної територіальної громади утвореної шляхом об'єднання жителів сіл: Дівички, Єрківці, Ковалин, Стовп'яги, Веселе, Гречаники, Кавказ.

## Населення

### Мова
Розподіл населення за рідною мовою за даними перепису 2001 року:
| Мова       | Кількість | Відсоток |
| ---------- | --------- | -------- |
| українська | 1902      | 90.96%   |
| російська  | 178       | 8.51%    |
| румунська  | 5         | 0.24%    |
| вірменська | 4         | 0.19%    |
| білоруська | 2         | 0.10%    |
| Усього     | 2091      | 100%     |

## Промисловість, інфраструктура та об'єкти соціальної сфери
На території села знаходиться держлісфонд Стовп'язького лісництва, де росте понад 10 видів різних порід дерев.
У селі працює три сільськогосподарські підприємства ТОВ «Дніпро і Ко», ТОВ «Гарант» та ТОВ «Ніка». У селі збереглося й успішно працює споживче товариство, крім цього діє два стаціонарні магазини, кафе-бар, приймальний пункт молока від населення, працює відділ зв'язку, філіал Ощадбанку, працюють два ФАП. На сьогодні в селі діє загальноосвітня школа з поглибленим вивченням іноземних мов.
На території села прокладено 12 км водопроводу, 21 км доріг з твердим покриттям, газифіковано 270 дворів.
У травні 2013 року поруч із селом було відкрито приватний злітно-посадковий майданчик аеродром Дівички, що сертифікований для польотів по ПВП повітряних суден вагою до 5 700 кг.
Поблизу села, протягом десятків років існує військовий полігон, який є одним з ключових об'єктів для підготовки військових артилеристів. Територія, відведена для полігону, займала тисячі гектарів, що забезпечувало умови виконання стрільб максимально наближеними до бойових. Проте, починаючи з 2013 року, частина нерухомого майна полігону була передана іншій державній структурі, яка надалі безпідставно оформила за собою право користування на всю земельну ділянку площею 7,7 тис. га. Це унеможливило розвиток військової інфраструктури, розбудову та використання у повному обсязі полігону «Дівички» Збройними Силами України. Через відсутність належного контролю за земельною ділянкою, у Бориспільському районі Київської області протиправно вибули з державної власності 540 га території полігону і на Публічній кадастровій карті України з’явилось 70 нових ділянок – 230 га землі у результаті «дерибану» розділили між собою 15 комерційних структур, а решту було приватизовано фізичними особами.
Починаючи з 2018 року, Міністерство оборони України вживало заходів щодо повернення земельної ділянки площею близько 7,7 тис. га на території с. Дівички, проте, через колізії в законодавстві та відсутність комунікації між органами державної влади цей процес розтягнувся на роки. І тільки 18 червня 2021 року, Міністерством оборони України усунуто масштабну проблему, що негативно впливала на обороноздатність держави: у взаємодії з Київською обласною державною адміністрацією, за сприяння Мінагрополітики, право постійного користування всією земельною ділянкою полігону зареєстровано за оборонним відомством. Спільно з правоохоронними органами та Держгеокадастром будуть запущені механізми, спрямовані на повернення протиправно відчужених земель поблизу с. Дівички.

## Пов'язані особи
В Дівичках похований Корнєв Володимир Вікторович (1982—2014) — капітан Збройних сил України, учасник російсько-української війни.